# Ok-dong, Ulsan
Ok-dong (koreanska: 옥동, 玉洞) är en stadsdel i staden Ulsan, i den sydöstra delen av Sydkorea, 300 km sydost om huvudstaden Seoul. Den ligger i stadsdistriktet Nam-gu.
I stadsdelen finns en del av fotbollsarenan Ulsan Munsu Football Stadium.